# 伊藤暢康
伊藤 暢康（いとう のぶやす、1968年11月17日 - ）は、宮城県出身の元騎手・調教助手。

## 来歴
競馬学校騎手課程第3期生では蛯名正義・合谷喜壮・塩村克己・芹沢純一・武豊と同期になり、1987年3月に美浦・大和田稔厩舎からデビュー。
1年目の1987年は同1日の中山第8競走4歳以上400万下・オオトネミノル（16頭中16着）で初騎乗を果たし、21日の中山第1競走4歳以上300万下・スガワールドで初勝利を挙げる 。9月5日の新潟で初の1日2勝、10月24日の東京で障害初勝利、翌25日の東京でも勝って初の2日連続勝利を挙げたほか、同年春の中山大障害馬メジロアンタレスにも2戦騎乗し、重賞初騎乗となったテレビ東京賞3歳牝馬ステークスでは13頭中10番人気のサンキョウセッツで4着に入った 。初年度から2桁勝利の17勝をマークするが、結局この年がキャリアハイとなった。
2年目の1988年には12月10日の中山第12競走4歳以上900万下で14頭中12番人気のミヤギレデイーに騎乗し、同期の蛯名が騎乗する11番人気ローランシンガーの2着に入り、枠連39360円の波乱となった。朝日杯3歳ステークス・ビップフライト（9頭中7着）でGI初騎乗を果たすなど、2年連続2桁勝利となる14勝をマーク。
3年目の1989年には10勝で3年連続2桁勝利を記録したが、1990年は8勝、1991年は6勝に終わる。
1992年にはミホシンザンの初年度産駒オンワードモニカで4歳牝馬特別（東）3着に入り、自身唯一のクラシック騎乗となった優駿牝馬では10番人気ながら1番人気の桜花賞馬ニシノフラワーにアタマ差先着する6着であった。グレイトウェーブでは4月12日の中山第11競走エイプリルステークスでシャコーグレイドを抑えて逃げ切り、福島民報杯ではレッツゴーターキンの3着、ツインターボの長期休養明け復帰戦となった福島民友カップではラビットボールに1馬身半差2着 、福島記念ではハシノケンシロウ・ホワイトストーン・ラビットボールを抑えてアラシの3着に入った。同年には3年ぶりに10勝を挙げたが、自身最後の2桁勝利となった。
1994年9月17日の中山第7競走3歳新馬ではプリンセスキャロルでホッカイルソーに7馬身差付けて逃げ切り、1998年1月25日の中山第9競走ジュニアカップでは11頭中10番人気のカワキタマスラオでセイウンスカイの3着に入り、5月30日の東京第4競走4歳未勝利では18頭中18番人気のオンワードシンザンで勝利し、単勝30460円、枠連24970円、馬連25800円の大波乱を演出。
1999年には3月21日の中山第8競走4歳以上900万下・カワキタマスラオで通算100勝 を達成し、皐月賞当日の4月18日には中山第6競走4歳以上500万下を16頭中16番人気のミヤギブレーヴで勝利し単勝20320円、馬連106270円の大波乱を起こした。
2003年4月13日の中山第2競走3歳未勝利・シルクアルディが最後の勝利、2005年2月12日の東京第2競走3歳未勝利・ケヤキランバー（15頭中10着）が最後の騎乗となり、2005年4月30日付で現役を引退  。
引退後は大和田厩舎の調教助手を務めた 。

## 騎手成績
| 通算成績 | 1着 | 2着 | 3着 | 4着以下 | 出走回数 | 勝率 | 連対率 |
| -------- | --- | --- | --- | ------- | -------- | ---- | ------ |
| 平地     | 114 | 136 | 135 | 1746    | 2131     | .053 | .117   |
| 障害     | 5   | 6   | 8   | 22      | 41       | .122 | .268   |
| 計       | 119 | 142 | 143 | 1768    | 2172     | .055 | .120   |